# Deutsche Badmintonmeisterschaft 2019
Die Deutschen Badmintonmeisterschaften 2019 fanden vom 31. Januar bis zum 3. Februar 2019 in Bielefeld statt. Austragungsort war die Seidensticker Halle. Es war die 67. Auflage der Titelkämpfe.

## Medaillengewinner
| Disziplin    | Gold                                                                         | Silber                                                               | Bronze                                                                             |
| ------------ | ---------------------------------------------------------------------------- | -------------------------------------------------------------------- | ---------------------------------------------------------------------------------- |
| Herreneinzel | Max Weißkirchen (1. BC Beuel)                                                | Samuel Hsiao (1. BC Wipperfeld)                                      | Kai Schäfer (SC Union 08 Lüdinghausen)                                             |
| Herreneinzel | Max Weißkirchen (1. BC Beuel)                                                | Samuel Hsiao (1. BC Wipperfeld)                                      | Lars Schänzler (TV Refrath)                                                        |
| Dameneinzel  | Yvonne Li (SC Union 08 Lüdinghausen)                                         | Fabienne Deprez (FC Langenfeld)                                      | Thuc Phuong Nguyen (Horner TV)                                                     |
| Dameneinzel  | Yvonne Li (SC Union 08 Lüdinghausen)                                         | Fabienne Deprez (FC Langenfeld)                                      | Katharina Altenbeck (1. BV Mülheim)                                                |
| Herrendoppel | Marvin Seidel (1. BC Bischmisheim) Max Weißkirchen (1. BC Beuel)             | Peter Käsbauer (1. BC Bischmisheim) Oliver Roth (TSV 1906 Freystadt) | Bjarne Geiss (Blau-Weiss Wittorf) Jan Colin Völker (TV Refrath)                    |
| Herrendoppel | Marvin Seidel (1. BC Bischmisheim) Max Weißkirchen (1. BC Beuel)             | Peter Käsbauer (1. BC Bischmisheim) Oliver Roth (TSV 1906 Freystadt) | Peter Lang (SV Fun-Ball Dortelweil) Thomas Legleitner (SV Fun-Ball Dortelweil)     |
| Damendoppel  | Linda Efler (SC Union 08 Lüdinghausen) Isabel Herttrich (1. BC Bischmisheim) | Johanna Goliszewski (1. BV Mülheim) Lara Käpplein (1. BV Mülheim)    | Lisa Kaminski (1. BC Beuel) Hannah Pohl (1. BC Beuel)                              |
| Damendoppel  | Linda Efler (SC Union 08 Lüdinghausen) Isabel Herttrich (1. BC Bischmisheim) | Johanna Goliszewski (1. BV Mülheim) Lara Käpplein (1. BV Mülheim)    | Annabella Jäger (TSV 1906 Freystadt) Stine Küspert (Blau-Weiss Wittorf)            |
| Mixed        | Marvin Seidel (1. BC Bischmisheim) Linda Efler (SC Union 08 Lüdinghausen)    | Raphael Beck (TV Refrath) Isabel Herttrich (1. BC Bischmisheim)      | Oliver Roth (TSV 1906 Freystadt) Lara Käpplein (1. BV Mülheim)                     |
| Mixed        | Marvin Seidel (1. BC Bischmisheim) Linda Efler (SC Union 08 Lüdinghausen)    | Raphael Beck (TV Refrath) Isabel Herttrich (1. BC Bischmisheim)      | Tobias Wadenka (TSV Neuhausen-Nymphenburg) Annika Horbach (SV Fun-Ball Dortelweil) |

## Herreneinzel
- Alexander Mernke – Jackie Tran: 22-24 21-17 21-9
- Felix Hammes – Lin-Yu Oei: 22-20 21-15
- René Rother – Christopher Ames: 21-13 21-13
- David Kramer – Jan-Henrik Gleis: 21-8 21-9
- Tobias Mickel – Bennet Peters: 21-18 21-19
- Samuel Hsiao – Hannes Gerberich: 21-12 21-10
- Florian Kaminski – Huy Minh Nguyen: 19-21 26-24 29-27
- Lars Schänzler – Justin Seibel: 21-8 21-10
- Lucas Bednorsch – Moritz Predel: 21-17 21-16
- Tim Specht – Steffen Hohenberg: 21-11 21-9
- Christopher Klauer – Pascal Histel: 21-13 21-11
- Lukas Resch – Kai Sumida: 21-11 21-12
- Toni Krause – Matthias Schnabel: w.o.
- Brian Holtschke – Tim Hindera: 21-7 21-6
- Lennart Konder – Wladislaw Kuguschew: 21-15 21-16
- Daniel Seifert – Thilo Mund: 22-20 15-21 27-25
- Niklas Niemczyk – David Persin: 21-11 21-12
- Tobias Wadenka – Christian Dumler: 21-14 21-10
- Lennart Notni – Jan Thiele: 21-14 21-15
- Malte Laibacher – Saruul Shafiq: 21-19 24-22
- Jonas Scheller – Tobias Mund: 21-10 21-11
- Max Weißkirchen – Marvin Schmidt: 21-12 21-15
- Matthias Kicklitz – Kilian Ming-Zhe Maurer: 21-10 21-16
- Kai Waldenberger – Alois Henke: 21-14 21-13
- Matthias Pröstler – Moritz Rappen: 21-17 18-21 22-20
- Simon Wang – Pasquale Czeckay: 21-11 21-15
- Johann Höflitz – Aaron Sonnenschein: 21-19 21-8
- Mirko Brüning – Niklas König: 13-21 21-13 21-14
- Dennis Friedenstab – Tom Scholz: 21-11 21-19
- Alexander Mernke – Alexander Roovers: w.o.
- René Rother – Felix Hammes: 21-15 13-21 22-20
- David Kramer – Tobias Mickel: 21-11 21-8
- Samuel Hsiao – Florian Kaminski: 21-11 21-18
- Lars Schänzler – Lucas Bednorsch: 21-8 21-9
- Tim Specht – Christopher Klauer: 16-21 21-19 21-18
- Lukas Resch – Toni Krause: 21-16 21-4
- Brian Holtschke – Lennart Konder: 21-14 21-13
- Niklas Niemczyk – Daniel Seifert: 21-13 21-14
- Tobias Wadenka – Elias Beckmann: 21-8 21-13
- Malte Laibacher – Lennart Notni: 21-14 21-19
- Max Weißkirchen – Jonas Scheller: 21-7 21-10
- Matthias Kicklitz – Kai Waldenberger: 21-18 14-21 24-22
- Simon Wang – Matthias Pröstler: 22-20 21-17
- Johann Höflitz – Mirko Brüning: 21-11 21-10
- Kai Schäfer – Dennis Friedenstab: 21-6 21-12
- Samuel Hsiao – René Rother: 21-12 21-19
- Lars Schänzler – Brian Holtschke: 21-15 21-15
- Max Weißkirchen – Tobias Wadenka: 21-9 21-9
- Kai Schäfer – Simon Wang: 21-12 21-10
- René Rother – Alexander Mernke: 21-18 21-13
- Samuel Hsiao – David Kramer: 21-18 21-18
- Lars Schänzler – Tim Specht: 21-18 21-12
- Brian Holtschke – Lukas Resch: 19-21 21-13 21-9
- Tobias Wadenka – Niklas Niemczyk: 21-10 21-7
- Max Weißkirchen – Malte Laibacher: 21-8 22-20
- Simon Wang – Matthias Kicklitz: 17-21 21-14 21-18
- Kai Schäfer – Johann Höflitz: 21-11 21-7
- Samuel Hsiao – Lars Schänzler: w.o.
- Max Weißkirchen – Kai Schäfer: 21-17 22-20
- Max Weißkirchen – Samuel Hsiao: 21-16 21-18

## Dameneinzel
- Nicole Bartsch – Henriette Leber: 21-17 21-18
- Verena Venhaus – Lisa Geppert: 21-6 21-16
- Marina Korsch – Caroline Huang: 21-18 21-16
- Michelle Beecken – Silke Becker: 21-19 21-11
- Felicitas Andre – Hannah Schiwon: 21-18 21-19
- Maren Völkering – Aileen Krein: 21-13 19-21 23-21
- Mareike Bittner – Lea Dingler: 21-8 21-17
- Sophie Steffen – Vanessa Paquée: 21-18 21-14
- Chiara Marino – Annalena Diks: 21-16 11-21 19-17 Aufgabe
- Ronja Latz – Hannah Sudhölter: 21-16 21-17
- Karina Büser – Isabelle Puchta: w.o.
- Leona Michalski – Florentine Schöffski: 21-23 21-19 21-15
- Julia Meyer – Manja Oldhaver: 21-19 17-21 23-21
- Sarah Bergedick – Maria Kuse: 18-21 21-14 21-19
- Selina Giesler – Leonie Schindler: 14-21 21-18 22-20
- Paula-Elisabeth Nitschke – Gesa Thunert: w.o.
- Yvonne Li – Nicole Bartsch: 21-1 21-5
- Indira Dickhäuser – Verena Venhaus: 21-19 16-21 21-9
- Miranda Wilson – Marina Korsch: 21-19 21-17
- Theresa Wurm – Michelle Beecken: 21-15 21-13
- Brid Stepper – Felicitas Andre: 21-15 21-8
- Alicia Molitor – Maren Völkering: 21-15 21-17
- Katharina Altenbeck – Mareike Bittner: 21-19 21-13
- Ann-Katrin Hippchen – Sophie Steffen: 21-15 21-16
- Chiara Marino – Lena Germann: 14-21 21-16 21-19
- Thuc Phuong Nguyen – Ronja Latz: 21-9 21-13
- Karina Büser – Xenia Kölmel: w.o.
- Leona Michalski – Luise Heim: w.o.
- Maxi Stelzer – Julia Meyer: 21-14 21-9
- Ann-Kathrin Spöri – Sarah Bergedick: 21-10 21-17
- Selina Giesler – Theresa Isenberg: w.o.
- Fabienne Deprez – Paula-Elisabeth Nitschke: 21-11 21-6
- Yvonne Li – Theresa Wurm: 21-10 21-12
- Katharina Altenbeck – Brid Stepper: 21-13 14-21 21-16
- Thuc Phuong Nguyen – Leona Michalski: 21-9 21-14
- Fabienne Deprez – Ann-Kathrin Spöri: 21-16 21-14
- Yvonne Li – Indira Dickhäuser: 21-7 21-7
- Theresa Wurm – Miranda Wilson: 21-19 21-18
- Brid Stepper – Alicia Molitor: 21-12 21-13
- Katharina Altenbeck – Ann-Katrin Hippchen: 21-15 21-19
- Thuc Phuong Nguyen – Chiara Marino: 21-16 21-14
- Leona Michalski – Karina Büser: 21-19 21-16
- Ann-Kathrin Spöri – Maxi Stelzer: 21-9 23-21
- Fabienne Deprez – Selina Giesler: 21-7 21-10
- Yvonne Li – Katharina Altenbeck: 21-6 21-9
- Fabienne Deprez – Thuc Phuong Nguyen: 21-16 21-16
- Yvonne Li – Fabienne Deprez: 21-17 21-6

## Herrendoppel

### 1. Runde
- David Kramer / Hannes Gerberich – Simon Klaß / Nils Rogge: 21-10 21-13
- Martin Kretzschmar / Pasquale Czeckay – Kilian Ming-Zhe Maurer / Marvin Schmidt: 21-19 21-12
- Saruul Shafiq / Lin-Yu Oei – Jonas Braun / Joshua Redelbach: 21-17 17-21 21-19
- Lukas Resch / Niclas Kirchgeßner – Thilo Mund / Tobias Mund: 21-6 21-11
- Max Stage / Alois Henke – Bennet Peters / Corvin Schmitz: 23-21 21-10
- Robert Franke / Jens Ehlert – Matthias Pröstler / Tim Specht: 21-15 21-15
- Patrick Scheiel / Nikolaj Persson – Matthias Kicklitz / Aaron Sonnenschein: 21-16 21-18
- Mats Hukriede / Finn Torben Glomp – Christopher Ames / Steffen Hohenberg: 21-16 21-14
- Lars Rieger / Alexander Mernke – Elias Beckmann / Florian Reinhold: 21-10 24-26 21-16
- Sebastian Grieser / Johannes Grieser – Pascal Forstreuter / Stefan Meuser: 21-16 21-14
- Moritz Predel / Johann Höflitz – Luca Folgmann / Moritz Rappen: 21-16 21-13
- Jonas Gölz / Christian Dumler – Markus Hennes / Lennart Konder: 18-21 21-18 21-19
- Kai Sumida / Brian Holtschke – Leander Adam / Marvin Datko: 23-25 21-17 21-11
- Simon Wang / Julian Lohau – David Persin / Justin Seibel: 21-19 21-16

### 2. Runde
- Max Weißkirchen / Marvin Seidel – Toni Krause / Tom Scholz: 21-9 21-13
- Robert Janz / Christopher Budesheim – Andreas Bernwald / Tobias Unverferth: 22-20 21-19
- Johannes Schöttler / Michael Fuchs – Hannes Gerberich / David Kramer: 21-11 21-19
- Fabian Stoppel / Christian Bald – Pasquale Czeckay / Martin Kretzschmar: 15-21 21-11 21-17
- Jan Colin Völker / Bjarne Geiss – Lin-Yu Oei / Saruul Shafiq: 21-11 21-16
- Nils Wackertapp / Mirko Brüning – Niclas Kirchgeßner / Lukas Resch: 21-18 21-17
- Andreas Heinz / Raphael Beck – Alois Henke / Max Stage: 21-14 15-21 21-13
- Daniel Seifert / Tim Fischer – Jens Ehlert / Robert Franke: 21-10 18-21 21-19
- Patrick Scheiel / Nikolaj Persson – Felix Hammes / Christopher Klauer: 21-10 15-21 21-18
- Thomas Legleitner / Peter Lang – Finn Torben Glomp / Mats Hukriede: 21-15 21-17
- Malte Laibacher / Sebastian Haardt – Alexander Mernke / Lars Rieger: 19-21 21-19 21-17
- Sebastian Grieser / Johannes Grieser – Daniel Hess / Johannes Pistorius: w.o.
- Niklas Niemczyk / Niclas Lohau – Johann Höflitz / Moritz Predel: 21-13 21-12
- Lucas Gredner / Lucas Bednorsch – Christian Dumler / Jonas Gölz: 21-17 21-10
- Kai Sumida / Brian Holtschke – Andreas Geisenhofer / Markus Geisenhofer: 21-18 21-23 21-16
- Oliver Roth / Peter Käsbauer – Julian Lohau / Simon Wang: 21-11 21-14

### Achtelfinale
- Max Weißkirchen / Marvin Seidel – Christopher Budesheim / Robert Janz: 21-6 21-11
- Johannes Schöttler / Michael Fuchs – Christian Bald / Fabian Stoppel: 21-13 21-14
- Jan Colin Völker / Bjarne Geiss – Mirko Brüning / Nils Wackertapp: 21-7 21-8
- Andreas Heinz / Raphael Beck – Tim Fischer / Daniel Seifert: 21-13 21-17
- Thomas Legleitner / Peter Lang – Nikolaj Persson / Patrick Scheiel: 21-14 17-21 21-16
- Sebastian Grieser / Johannes Grieser – Sebastian Haardt / Malte Laibacher: 19-21 21-13 21-9
- Niklas Niemczyk / Niclas Lohau – Lucas Bednorsch / Lucas Gredner: 23-21 16-21 26-24
- Oliver Roth / Peter Käsbauer – Brian Holtschke / Kai Sumida: 21-8 19-21 21-15

### Viertelfinale
- Marvin Seidel / Max Weißkirchen – Michael Fuchs / Johannes Schöttler: 21-16 18-21 21-18
- Jan Colin Völker / Bjarne Geiss – Raphael Beck / Andreas Heinz: 24-22 21-19
- Thomas Legleitner / Peter Lang – Johannes Grieser / Sebastian Grieser: 21-18 21-16
- Oliver Roth / Peter Käsbauer – Niclas Lohau / Niklas Niemczyk: 27-25 21-14

### Halbfinale
- Max Weißkirchen / Marvin Seidel – Bjarne Geiss / Jan Colin Völker: 21-13 18-21 21-10
- Oliver Roth / Peter Käsbauer – Peter Lang / Thomas Legleitner: 21-8 21-13

### Finale
- Max Weißkirchen / Marvin Seidel – Peter Käsbauer / Oliver Roth: 21-12 21-16

## Damendoppel
- Verena Venhaus / Sara Janssens – Sinah Holtschke / Henriette Leber: 21-14 19-21 21-19
- Laura Striewski / Karina Büser – Theresa Ebertz / Ina Vermaßen: w.o.
- Alexandra Schmedtje / Beke Recht – Merle Krachudel / Paula-Elisabeth Nitschke: 21-9 21-12
- Lara Käpplein / Johanna Goliszewski – Lena Moses / Charlotta Reckleben: 21-6 21-7
- Ann-Kathrin Spöri / Maria Kuse – Felicitas Andre / Lisa Geppert: 21-12 21-17
- Theresa Wurm / Annika Horbach – Indira Dickhäuser / Xenia Kölmel: w.o.
- Thuc Phuong Nguyen / Leona Michalski – Sara Janssens / Verena Venhaus: 21-12 21-14
- Stine Küspert / Annabella Jäger – Paula Kick / Judith Petrikowski: 21-10 18-21 21-14
- Leonie Zuber / Nadine Rahmel – Nicole Bartsch / Maxi Stelzer: 21-17 24-26 22-20
- Larina Tornow / Sonja Melzer – Katharina Altenbeck / Yvonne Bytomski: 23-21 13-21 21-16
- Laura Gredner / Nadine Cordes – Karina Büser / Laura Striewski: 21-19 17-21 21-6
- Brid Stepper / Alicia Molitor – Lena Germann / Chiara Marino: 21-9 21-11
- Franziska Volkmann / Anika Dörr – Melina Orth / Elisa Spreemann: 21-15 21-7
- Lena Seibert / Janice Kaulitzky – Leonie Schindler / Florentine Schöffski: 19-21 21-13 21-19
- Hannah Pohl / Lisa Kaminski – Mareike Bittner / Caroline Huang: 21-12 21-14
- Jule Petrikowski / Emma Moszczynski – Beke Recht / Alexandra Schmedtje: 21-7 21-12
- Kilasu Ostermeyer / Eva Janssens – Friederike Henze / Sara Tintrop: 21-5 21-6
- Manja Oldhaver / Lea Dingler – Ann-Katrin Hippchen / Aileen Krein: 21-18 23-21
- Isabel Herttrich / Linda Efler – Linda Kühling / Miriam Remke: 21-6 21-7
- Lara Käpplein / Johanna Goliszewski – Maria Kuse / Ann-Kathrin Spöri: 21-14 21-16
- Thuc Phuong Nguyen / Leona Michalski – Annika Horbach / Theresa Wurm: 21-11 21-15
- Stine Küspert / Annabella Jäger – Nadine Rahmel / Leonie Zuber: 21-5 21-14
- Larina Tornow / Sonja Melzer – Nadine Cordes / Laura Gredner: 21-19 23-25 21-18
- Franziska Volkmann / Anika Dörr – Alicia Molitor / Brid Stepper: 21-4 21-18
- Hannah Pohl / Lisa Kaminski – Janice Kaulitzky / Lena Seibert: 21-18 21-9
- Kilasu Ostermeyer / Eva Janssens – Emma Moszczynski / Jule Petrikowski: 19-21 21-15 21-7
- Isabel Herttrich / Linda Efler – Lea Dingler / Manja Oldhaver: 21-11 21-16
- Lara Käpplein / Johanna Goliszewski – Leona Michalski / Thuc Phuong Nguyen: 21-6 21-14
- Stine Küspert / Annabella Jäger – Sonja Melzer / Larina Tornow: 21-8 21-11
- Hannah Pohl / Lisa Kaminski – Anika Dörr / Franziska Volkmann: 20-22 21-10 21-9
- Isabel Herttrich / Linda Efler – Eva Janssens / Kilasu Ostermeyer: 21-7 21-17
- Lara Käpplein / Johanna Goliszewski – Annabella Jäger / Stine Küspert: 21-8 21-19
- Isabel Herttrich / Linda Efler – Lisa Kaminski / Hannah Pohl: 21-11 21-17
- Isabel Herttrich / Linda Efler – Johanna Goliszewski / Lara Käpplein: 21-15 21-18

## Mixed
- Markus Hennes / Lena Seibert – Tom Scholz / Merle Krachudel: 22-20 21-17
- Yannik Windhorst / Maren Völkering – Toni Krause / Maxi Stelzer: 21-17 21-17
- Matthias Kicklitz / Thuc Phuong Nguyen – Lennart Notni / Julia Meyer: 21-12 21-7
- Steffen Hohenberg / Katharina Altenbeck – Alois Henke / Nicole Bartsch: 21-17 21-8
- Wolf-Dieter Papendorf / Larina Tornow – Hendrik Wiedemeier / Karina Büser: 21-14 21-16
- Brian Holtschke / Miranda Wilson – Christian Bald / Yvonne Bytomski: 18-21 21-16 21-14
- Nikolaj Persson / Stine Küspert – Sebastian Grieser / Xuan Giao-Tien Nguyen: 21-10 21-17
- Patrick Scheiel / Franziska Volkmann – Lukas Vogel / Paula-Elisabeth Nitschke: 21-14 21-16
- Niclas Kirchgeßner / Ann-Kathrin Spöri – Kjell Mielke / Marina Korsch: 21-19 21-16
- Lukas Resch / Maria Kuse – Philipp Salow / Sinah Holtschke: 23-21 21-16
- Tim Fischer / Annalena Diks – Lars Rügheimer / Mareike Bittner: 21-19 21-15
- Marvin Datko / Jule Petrikowski – Matthias Pröstler / Jule Keil: 21-13 22-20
- Peter Lang / Hannah Pohl – Dennis Friedenstab / Sonja Melzer: 21-14 21-15
- Hauke Graalmann / Annabella Jäger – Johann Höflitz / Lisa Geppert: 21-9 21-8
- Tobias Mickel / Florentine Schöffski – Jonas Braun / Xenia Kölmel: w.o.
- Florian Reinhold / Friederike Henze – Max Stage / Ann-Katrin Hippchen: 21-15 14-21 21-8
- Aaron Sonnenschein / Leona Michalski – Kilian Ming-Zhe Maurer / Leonie Schindler: 21-10 21-17
- Raphael Beck / Isabel Herttrich – Markus Hennes / Lena Seibert: 21-8 21-5
- Julian Lohau / Alicia Molitor – Yannik Windhorst / Maren Völkering: 15-21 21-13 21-18
- Bjarne Geiss / Emma Moszczynski – Matthias Kicklitz / Thuc Phuong Nguyen: 21-17 14-21 26-24
- Fabian Stoppel / Laura Striewski – Steffen Hohenberg / Katharina Altenbeck: 21-18 21-15
- Wolf-Dieter Papendorf / Larina Tornow – Jones Ralfy Jansen / Kilasu Ostermeyer: w.o.
- Brian Holtschke / Miranda Wilson – Pasquale Czeckay / Sarah Bergedick: 21-18 21-17
- Oliver Roth / Lara Käpplein – Nikolaj Persson / Stine Küspert: 21-16 18-21 21-14
- Patrick Scheiel / Franziska Volkmann – Niclas Kirchgeßner / Ann-Kathrin Spöri: 21-17 20-22 21-13
- Lukas Resch / Maria Kuse – Tim Fischer / Annalena Diks: 21-10 21-12
- Tobias Wadenka / Annika Horbach – Marvin Datko / Jule Petrikowski: 21-11 21-13
- Peter Lang / Hannah Pohl – Malte Laibacher / Judith Petrikowski: 16-21 21-18 21-19
- Hauke Graalmann / Annabella Jäger – Peter Käsbauer / Johanna Goliszewski: 21-23 21-17 21-18
- Lucas Gredner / Laura Gredner – Tobias Mickel / Florentine Schöffski: 21-9 21-16
- Jan Colin Völker / Eva Janssens – Saruul Shafiq / Lea Dingler: 21-10 21-12
- Thomas Legleitner / Theresa Wurm – Florian Reinhold / Friederike Henze: 16-21 21-16 21-19
- Marvin Seidel / Linda Efler – Aaron Sonnenschein / Leona Michalski: 21-15 21-17
- Raphael Beck / Isabel Herttrich – Julian Lohau / Alicia Molitor: 21-11 21-10
- Fabian Stoppel / Laura Striewski – Bjarne Geiss / Emma Moszczynski: 12-21 21-17 21-18
- Brian Holtschke / Miranda Wilson – Wolf-Dieter Papendorf / Larina Tornow: 21-15 21-18
- Oliver Roth / Lara Käpplein – Patrick Scheiel / Franziska Volkmann: 16-21 23-21 21-16
- Tobias Wadenka / Annika Horbach – Lukas Resch / Maria Kuse: 21-10 21-13
- Peter Lang / Hannah Pohl – Hauke Graalmann / Annabella Jäger: 17-21 21-16 21-13
- Jan Colin Völker / Eva Janssens – Lucas Gredner / Laura Gredner: 21-19 21-13
- Marvin Seidel / Linda Efler – Thomas Legleitner / Theresa Wurm: 21-10 21-16
- Raphael Beck / Isabel Herttrich – Fabian Stoppel / Laura Striewski: 21-7 21-10
- Oliver Roth / Lara Käpplein – Brian Holtschke / Miranda Wilson: 21-17 21-17
- Tobias Wadenka / Annika Horbach – Peter Lang / Hannah Pohl: 22-20 21-18
- Marvin Seidel / Linda Efler – Jan Colin Völker / Eva Janssens: 21-12 16-21 21-11
- Raphael Beck / Isabel Herttrich – Oliver Roth / Lara Käpplein: 21-19 21-12
- Marvin Seidel / Linda Efler – Tobias Wadenka / Annika Horbach: 21-10 21-18
- Marvin Seidel / Linda Efler – Raphael Beck / Isabel Herttrich: 22-20 21-13